# Herbert Kaminski
Herbert Kaminski (24 de Maio de 1909 – 18 de Julho de 1971) foi um piloto alemão da Luftwaffe durante a Guerra Civil Espanhola e na Segunda Guerra Mundial. Voou em mais de 300 missões de combate, nas quais abateu 7 aeronaves inimigas, o que fez dele um ás da aviação.